# Sparassis
Genre
Les Sparassis sont un genre de champignons basidiomycètes, l'un des deux de la famille des sparassidacées.
Leur nom a été construit sur le grec sparassein, "déchirer", "mettre en lambeaux", en référence à leur aspect découpé. La même racine a été reprise pour la famille, les Sparassidacées, et pour son autre genre, les Sparassiella. Elle est également utilisée pour une importante famille d'araignées, les Sparassidae. 

## Liste des espèces
Les Sparassis comptent 9 espèces selon Catalogue of life et selon la 10e édition de Dictionary of the Fungi (2007) :
- Sparassis brevipes
- Sparassis crispa
- Sparassis cystidiosa
- Sparassis laminosa
- Sparassis latifolia
- Sparassis miniensis ou Sparassis minoensis
- Sparassis nemecii
- Sparassis ramosa
- Sparassis spathulata

L'espèce-type est Sparassis crispa.

## Sources et liens externes
- (en) Index Fungorum : Sparassis  (+ liste espèces) (+ MycoBank)
- (en) Catalogue of Life : Sparassis (consulté le 11 décembre 2020)